# Issay Mitnitzky
Issay Mitnitzky, född 4 februari 1887 i Kiev, död 9 oktober 1976 i Bromma, var en rysk-svensk violinist. 
Mitnitzky studerade vid musikkonservatoriet i Kiev samt under František Ondříček i Wien och vid Scharwenkakonservatoriet i Berlin. Han gjorde vidsträckta konsertresor i Tyskland, Österrike, Ungern, Italien, Schweiz, Polen, Skandinavien och USA samt vann betydande erkännande. De nordiska turnéerna särskilt företog han oftast i tillsammans med sin svåger pianisten Olof Wibergh. Mitnitzky blev 1920 svensk medborgare. Han komponerade bland annat stycken för violin och piano samt en fantasi för violin och orkester.
Mitnitzky ligger begravd på Norra begravningsplatsen i Stockholm.